# Universidad Internacional Kampala en Tanzania
La Universidad Internacional Kampala en Tanzania (en inglés: Kampala International University in Tanzania, en suajili: Chuo Kikuu cha Kimataifa Kampala Nchini Tanzania) es una universidad privada con sede en Dar es-Salam, Tanzania.

## Historia

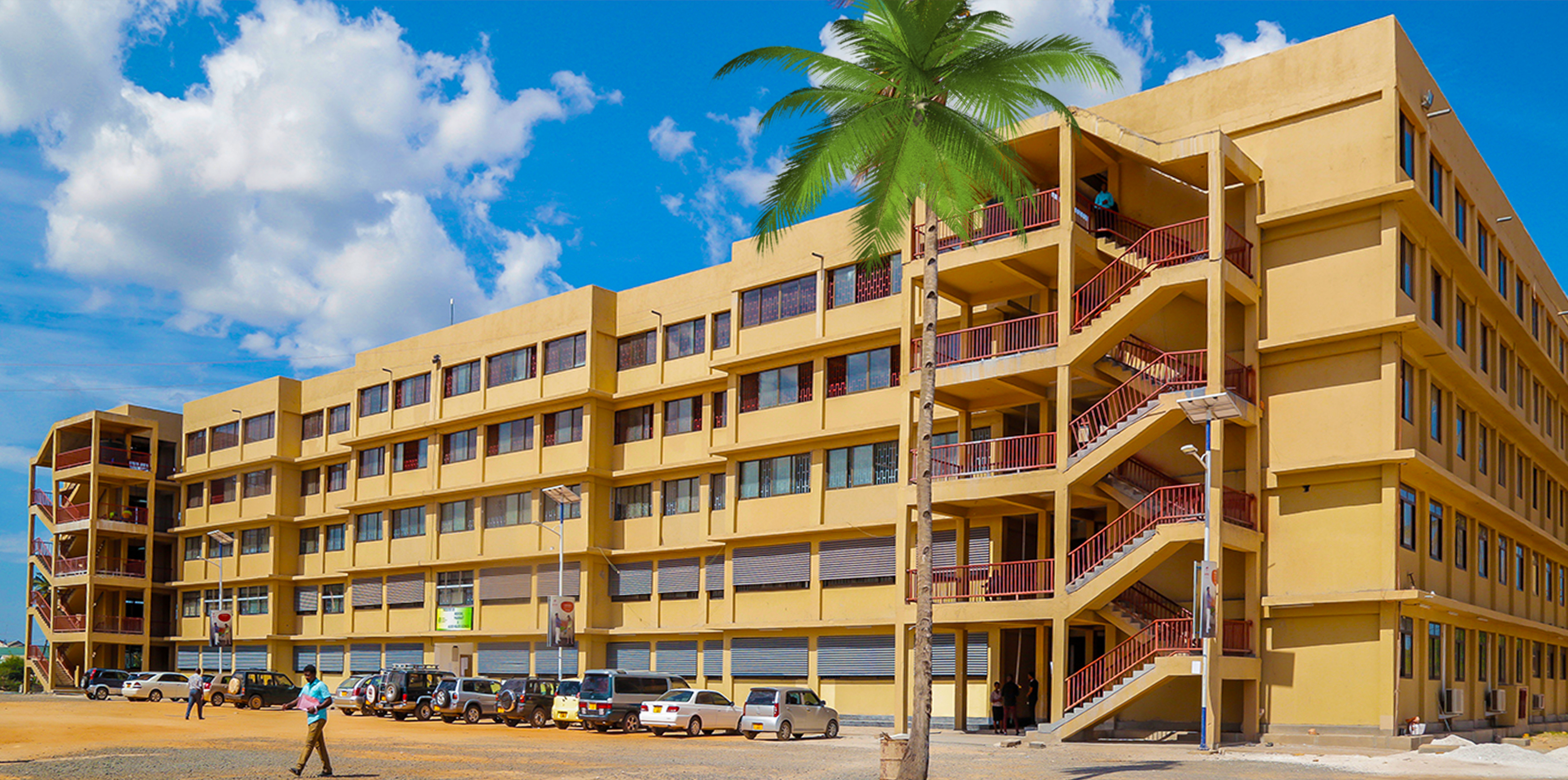
Edificio de Ciencias y de la Salud y Ciencias Aliadas.

La Universidad Internacional Kampala en Tanzania (también conocida como KIUT por sus siglas en inglés) fue fundada en 2008 como sede en Dar es-Salam de la Universidad Internacional Kampala en Uganda, y se llamó inicialmente Dar es Salaam Constituent College. Su principal objetivo era desarrollo cursos académicos y profesionales ofrecidos por la Universidad Internacional Kampala a través del aprendizaje abierto y a distancia.
Su oficina principal estaba situada inicialmente en la octava planta del Posta House Building, a lo largo de la unión de las calles Uganda y Ohio, en la conurbación de Dar es-Salam, al otro lado de las oficinas del Consejo de Acreditación Universitaria, que más tarde se convirtió en la Comisión de Universidades de Tanzania. En noviembre de 2009, su oficina principal se trasladó al Quality Plaza Building, en la calle Julius K. Nyerere. El crecimiento del número de estudiantes, en 2010, reflejado en el número de solicitudes de admisión recibidas, forzó a la dirección a buscar una nueva sede permanente que facilitara la oferta de educación universitaria a través del aprendizaje abierto y a distancia así como de enseñanza presencial. Este traslado, en parte, respondió a la creciente demanda social de plazas de educación superior en todo el país por parte de la juventud tanzana. Finalmente, la dirección compró de la familia de Kate Kamba un terreno de 148 acres en el pueblo de Gongo la Mboto, en el Distrito Ilala, dentro de la región de Dar es-Salam.
El 15 de enero de 2011, la Comisión de Universidades de Tanzania tramitó el reconocimiento interino de la institución concediéndole un Certificado de Registro Provisional, sustituido el 27 de septiembre de 2012 por un Certificado de Registro Completo. Cinco años más tarde, a través de una carta con identificador CB.40/78/10/51, fechada el 17 de julio de 2017, la Comisión de Universidades de Tanzania aprobó la concesión del estatus de universidad de pleno derecho bajo el nombre «Universidad Internacional Kampala en Tanzania». El primer canciller de la universidad fue Ali Hassan Mwinyi, tercer Presidente de Zanzíbar y segundo Presidente de Tanzania.